# Edith del Wessex
Edith del Wessex (1025 – 18 dicembre 1075) fu una regina d'Inghilterra, consorte di Edoardo il Confessore.
A differenza della maggior parte delle regine inglesi nel X e XI secolo, Edith fu incoronata.

## Biografia
Edith, era la figlia di Godwin del Wessex, il conte più potente d'Inghilterra, e di sua moglie, Gytha Thorkelsdaettir, sorella di Ulf, un conte danese che era il cognato di Canuto il Grande. Appartenenva dunque alla dinastia Godwin. 
Edith fu allevata all'Abbazia di Wilton. Era una donna istruita che parlava diverse lingue, abilità che probabilmente acquisì a Wilton. Rimase attaccata ad esso, e negli anni successivi ricostruì la sua chiesa. La fonte principale della sua vita è un'opera che lei stessa ha commissionato, la Vita Ædwardi Regis. Aiutò Giso, il vescovo di Wells, a garantire le doti della sua sede, e diede terre all'Abbazia di Abingdon, ma i monaci di Evesham affermarono che le reliquie di molti monasteri furono portate a Gloucester in modo da poter scegliere il meglio per se stessa.

## Matrimonio
Per aumentare il prestigio della propria famiglia, venne data in sposa ad Edoardo il Confessore nel 1045. Il loro matrimonio non lasciò eredi e molte sono state le supposizioni al riguardo, da un voto di celibato del re, fino a un profondo disgusto del sovrano verso la famiglia della moglie, tuttavia nessuna di esse appare del tutto attendibile agli storici.
La famiglia di Edith era una delle più potenti del regno, tuttavia, quando suo padre venne esiliato nel 1051, Edoardo la spedì in un convento, forse sperando di divorziare da lei, salvo poi richiamarla quando, l'anno dopo, concesse il perdono al suocero e ai cognati. Edith rimase al fianco del marito, cui pare fosse molto vicina Nella Vita Ædwardi, l'autore, secondo Barlow, pur collocandola sempre modestamente dietro il trono, non minimizza il suo potere e lascia trasparire una donna determinata, dura, probabilmente di cattivo carattere, fino alla morte di lui avvenuta nel 1066.
Il successore designato da Edoardo era Guglielmo il Conquistatore, un normanno cui era legato dalla parentela, in quanto pronipote di Emma di Normandia, madre di Edoardo. La volontà del re non venne però rispettata dalla famiglia di Edith; suo fratello Aroldo II d'Inghilterra si proclamò re attirando su di sé le ire di Guglielmo che marciò verso l'Inghilterra per prendersi il trono.
Edith vide morire tre dei suoi fratelli nella lotta di successione; al suo termine era l'unico membro della sua famiglia rimasto sul terreno inglese, sua madre infatti aveva lasciato il paese ed il suo fratello più piccolo era tenuto prigioniero in Normandia.

## Morte
Edith sopravvisse ancora diversi anni, morì infatti poco prima del Natale del 1075, per volere di Guglielmo il Conquistatore venne sepolta accanto al marito nell'abbazia di Westminster.

## Ascendenza
|                       |                  |                             | Genitori |  |  | Nonni |  |  | Bisnonni |  |  | Trisnonni |  |
|                       |                  |                             |          |  |  |       |  |  | …        |  |  | …         |  |
|                       |                  |                             |          |  |  |       |  |  | …        |  |  | …         |  |
|                       |                  | …                           |          |  |  |       |  |  | …        |  |  |           |  |
| Wulfnoth Cild         |                  |                             |          |  |  |       |  |  | …        |  |  |           |  |
|                       |                  | …                           | …        |  |  |       |  |  |          |  |  |           |  |
|                       |                  | …                           | …        |  |  |       |  |  |          |  |  |           |  |
|                       |                  | …                           | …        |  |  |       |  |  |          |  |  |           |  |
| Godwin del Wessex     |                  | …                           |          |  |  |       |  |  |          |  |  |           |  |
|                       |                  | …                           | …        |  |  |       |  |  |          |  |  |           |  |
|                       |                  | …                           | …        |  |  |       |  |  |          |  |  |           |  |
|                       |                  | …                           | …        |  |  |       |  |  |          |  |  |           |  |
| …                     |                  | …                           |          |  |  |       |  |  |          |  |  |           |  |
|                       |                  | …                           | …        |  |  |       |  |  |          |  |  |           |  |
|                       |                  | …                           | …        |  |  |       |  |  |          |  |  |           |  |
|                       |                  | …                           | …        |  |  |       |  |  |          |  |  |           |  |
| Edith del Wessex      |                  | …                           |          |  |  |       |  |  |          |  |  |           |  |
|                       | Styrbjörn Starke | Olof (II) Björnsson         |          |  |  |       |  |  |          |  |  |           |  |
|                       | Styrbjörn Starke | Olof (II) Björnsson         |          |  |  |       |  |  |          |  |  |           |  |
|                       | Styrbjörn Starke | Ingeborg Thransdotter       |          |  |  |       |  |  |          |  |  |           |  |
| Thorgils Sprakalägg   | Styrbjörn Starke |                             |          |  |  |       |  |  |          |  |  |           |  |
|                       |                  | Tyri di Danimarca (Fatata?) | …        |  |  |       |  |  |          |  |  |           |  |
|                       |                  | Tyri di Danimarca (Fatata?) | …        |  |  |       |  |  |          |  |  |           |  |
|                       |                  | Tyri di Danimarca (Fatata?) | …        |  |  |       |  |  |          |  |  |           |  |
| Gytha Thorkelsdaettir |                  | Tyri di Danimarca (Fatata?) |          |  |  |       |  |  |          |  |  |           |  |
|                       |                  | …                           | …        |  |  |       |  |  |          |  |  |           |  |
|                       |                  | …                           | …        |  |  |       |  |  |          |  |  |           |  |
|                       |                  | …                           | …        |  |  |       |  |  |          |  |  |           |  |
| Sigrid del Halland    |                  | …                           |          |  |  |       |  |  |          |  |  |           |  |
|                       |                  | …                           | …        |  |  |       |  |  |          |  |  |           |  |
|                       |                  | …                           | …        |  |  |       |  |  |          |  |  |           |  |
|                       |                  | …                           | …        |  |  |       |  |  |          |  |  |           |  |
|                       |                  | …                           |          |  |  |       |  |  |          |  |  |           |  |